# NGC 2591
NGC 2591 في الفهرس العام الجديد، هي مجرة، تقع في كوكبة الزرافة. اكتشفت في 12 أغسطس 1866 بواسطة هاينريش لويس دريست.

## روابط خارجية
- NGC 2591 على موقع ويكي سكاي: DSS2, SDSS, GALEX, IRAS, Hydrogen α, X-Ray, Astrophoto, Sky Map, Articles and images